# Willem Goedhuys
Willem Goedhuys of Willem Goedhuijs (Amsterdam, 8 september 1899 - Haarlem, 7 december 1978) was een Nederlandse fascist en collaborateur tijdens de Tweede Wereldoorlog.

## Levensloop
Goedhuys bekleedde een bestuursfunctie in het Dietsch Studentenverbond (DSV) en de Jong Nederlandsche Gemeenschap. Vanaf 1933 werkte hij mee aan het radicaal Vlaams-nationalistische weekblad Vlaanderen, dat grotendeels onder leiding stond van Robrecht De Smet en Josué de Decker.
Samen met Johan Hülsmann werkte Goedhuys mee aan het tijdschrift Leiding, dat zich richtte op het bevorderen van de "innerlijke eenheid van het Nederlandsche volk". In 1931 werd hij kanselier en hoofdredacteur van het blad Volksorde. In 1934 ontstond er een conflict tussen Goedhuys en De Smet, nadat Goedhuys al in 1928 een fusie had voorgesteld tussen Vlaanderen en Jong Dietschland. De verzoeningspoging tussen beiden mislukte, wat leidde tot de ontbinding van de Jong Nederlandsche Gemeenschap.
In 1936 werd Goedhuys in het geheim lid van de Nationaal-Socialistische Beweging (NSB), en tussen 1939 en 1940 werkte hij als journalist voor Het Vaderland.

### Collaboratie
Geheel gericht op het fascisme stapte Goedhuys in 1940 over naar de collaboratie. In juni van dat jaar werd hij door Rost van Tonningen benoemd tot gevolmachtigde voor redactionele aangelegenheden bij de bladen van de Arbeiderspers en werkte hij als redacteur mee aan diverse periodieken, waaronder De Waag. Hij werd algemeen beschouwd als een "creatuur van Rost". In het najaar van 1942 trad hij in dienst van de Nederlandsche Oost Compagnie, die actief was in de bezette Oost-gebieden. In 1943 werd hij aangesteld als leider van het Nederlandsch Oostinstituut.
Na de oorlog werd Goedhuys veroordeeld tot gevangenisstraf vanwege zijn collaboratie, maar na zijn vrijlating werd hij actief in het bedrijfsleven.